# ديالك
ديالك (بالبلغارية: Дялък)‏ قرية تقع إدارياً ضمن Sevlievo ‏ في بلغاريا. تعتمد ديالك للبريد على الرمز البريدي 5454.